# Spinefarm Records
La Spinefarm Records è un'etichetta discografica finlandese con sede a Helsinki. Promuove gruppi musicali heavy metal, ed in particolare folk metal. La Spinefarm controlla anche le sotto-etichette Spikefarm (fondata da Sami Tenetz dei Thy Serpent), Ranka Recordings, Odor e Ranch.
Nel 2002 venne firmato un accordo con la Universal Music Group con il quale la major si impegna ad aiutare la promozione dei prodotti della label finlandese senza influire nei suoi affari interni.